# 威爾莫特 (阿肯色州)
威爾莫特（英語：Wilmot）是一個位於美國阿肯色州阿什利縣的城市。根據2020年美國人口普查，該地人口為416人，而該地的面積約為4.59平方千米。

## 地理
威爾莫特的座標為33°03′33″N 91°34′26″W / 33.05917°N 91.57389°W，而該地的平均海拔高度為33米（即108英尺）。